# Гура Доброђеј (Констанца)
Гура Доброђеј (рум. Gura Dobrogei) насеље је у Румунији у округу Констанца у општини Кођалак. Oпштина се налази на надморској висини од 47 m.

## Становништво
Према подацима из 2002. године у насељу је живело 172 становника, од којих су сви румунске националности.